# Tim Rozon
Timothy James Rozon, detto Tim (Montréal, 4 giugno 1976), è un attore canadese.
È conosciuto per aver interpretato il ruolo di Tom "Little Tommy Q" Quincy, ex-cantante della band Boyz Attack ed ora produttore discografico, nella serie televisiva Instant Star, mandata in onda dalla CTV e dalla The-N in America, e trasmessa in lingua italiana da Italia uno. Ha recitato la parte di Sam nel film canadese Pure e lo troviamo inoltre nei panni di cameriere in See Jane Date e nella parte di Rick Corina in I Do, But I Don't.
In numerosi show ha anche partecipato come guest star, per esempio in 15/Love, Undressed e Naked Josh. È comparso inoltre nella settima puntata della prima stagione di Vampire High. Ha recitato come coprotagonista nelle serie televisive Schitt's Creek e Wynonna Earp. Tim Rozon abita a Montreal dove è co-proprietario di un ristorante chiamato Garde Manger insieme allo chef canadese Chuck Hughes.

## Filmografia

### Cinema
- Long Gone Day, regia di Jon Deitcher (2013)
- Karate Kid: Legends, regia di Jonathan Entwistle (2025)

### Televisione
- The Great Gatsby, regia di Robert Markowitz - film TV (2000)
- Naked Josh - serie TV, episodio 1x02 (2004)
- Instant Star - serie TV, 52  episodi (2004–2008)
- Patatine fritte (Fries with That) - serie TV, 2 episodi (2004-2005)
- 15/Love - serie TV, episodio 1x17 (2004)
- Wild Roses - serie TV, 5 episodi (2009)
- The Listener - serie TV, episodio 1x12 (2009)
- Rookie Blue - serie TV, 1 episodio (2010)
- Flashpoint - serie TV, 1 episodio (2011)
- Against The Wall - serie TV, 1 episodio (2011)
- 18 to Life - serie TV, 1 episodio (2011)
- Lost Girl - serie TV, 8 episodi (2013-2014)
- A Sister's Revenge, regia di Curtis Crawford - film TV (2013)
- Being Human - serie TV, 5 episodi (2014)
- Schitt's Creek - serie TV, 23 episodi (2015-2018)
- Vagrant Queen - serie TV, 10 episodi (2020)
- Wynonna Earp - serie TV, 49 episodi (2016-2021)
- Diggstown - serie TV, 7 episodi (2019-2022)
- Agenzia Roman - Case infestate vendesi (SurrealEstate) - serie TV, 30 episodi (2021-2025)
- L'Estate dei Segreti Perduti (We Were Liars) - serie TV, 3 episodi (2025)

## Doppiatori italiani
Nelle versioni in italiano delle opere in cui ha recitato, Tim Rozon è stato doppiato da:
- Stefano Crescentini in Instant Star
- Francesco Venditti in Schitt's Creek
- Alessandro D'Errico in Wyatt Earp
- Edoardo Stoppacciaro in Agenzia Roman: case infestate vendesi
- Davide Marzi in Karate Kid: Legends